# Takeši Óno
Takeši Óno (* 22. listopad 1944) je bývalý japonský fotbalista.

## Klubová kariéra
Hrával za Toyo Industries.

## Reprezentační kariéra
Takeši Óno odehrál za japonský národní tým v letech 1965–1971 celkem 3 reprezentační utkání.

## Statistiky
| Japonsko | Japonsko | Japonsko |
| Roky     | Záp.     | Góly     |
| -------- | -------- | -------- |
| 1965     | 1        | 0        |
| 1966     | 0        | 0        |
| 1967     | 0        | 0        |
| 1968     | 0        | 0        |
| 1969     | 0        | 0        |
| 1970     | 0        | 0        |
| 1971     | 2        | 0        |
| Celkem   | 3        | 0        |